# پشت‌بند معلق

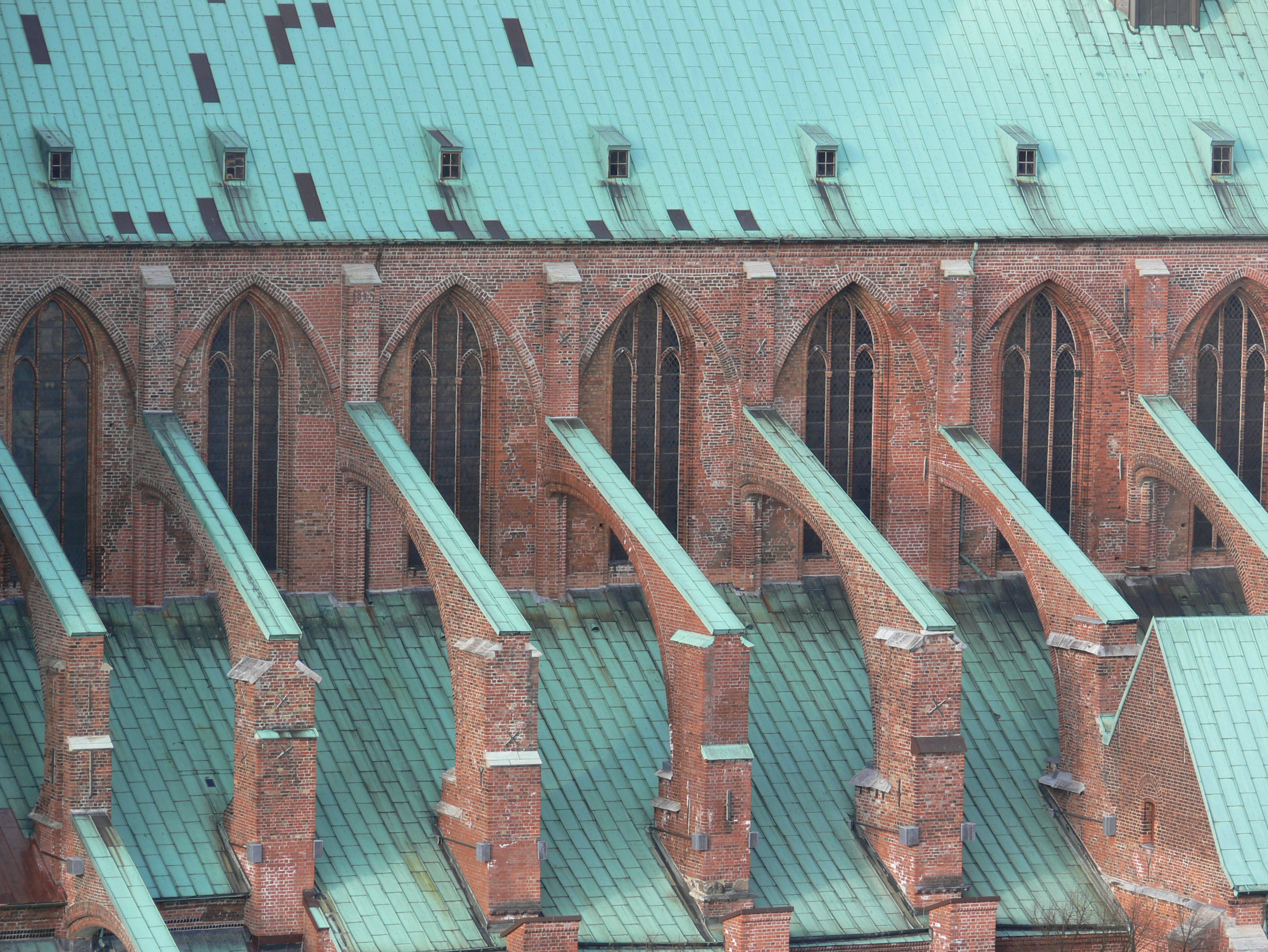
Lübeck Marienkirche Strebebögen

پشت‌بند معلق (انگلیسی: Flying buttress) یا پشت‌بند شمشیری شکل خاصی از پشت‌بند (تکیه‌گاه) در معماری و متشکل از یک قوس است که از قسمت بالایی دیوار شروع شده و تا پایه‌ای با جرم زیاد امتداد می‌یابد. به کارگیری چنین تکنیکی، اساساً برای انتقال نیروهای جانبی [نیروهایی که معمولاً از سقف طاق‌دار ناشی می‌شوند] است که دیوار را به سمت بیرون می‌رانند. نمونهٔ بارز چنین تکنیکی در کلیسای نوتردام پاریس و مسجد جامع یزد قابل مشاهده است.

## نگارخانه

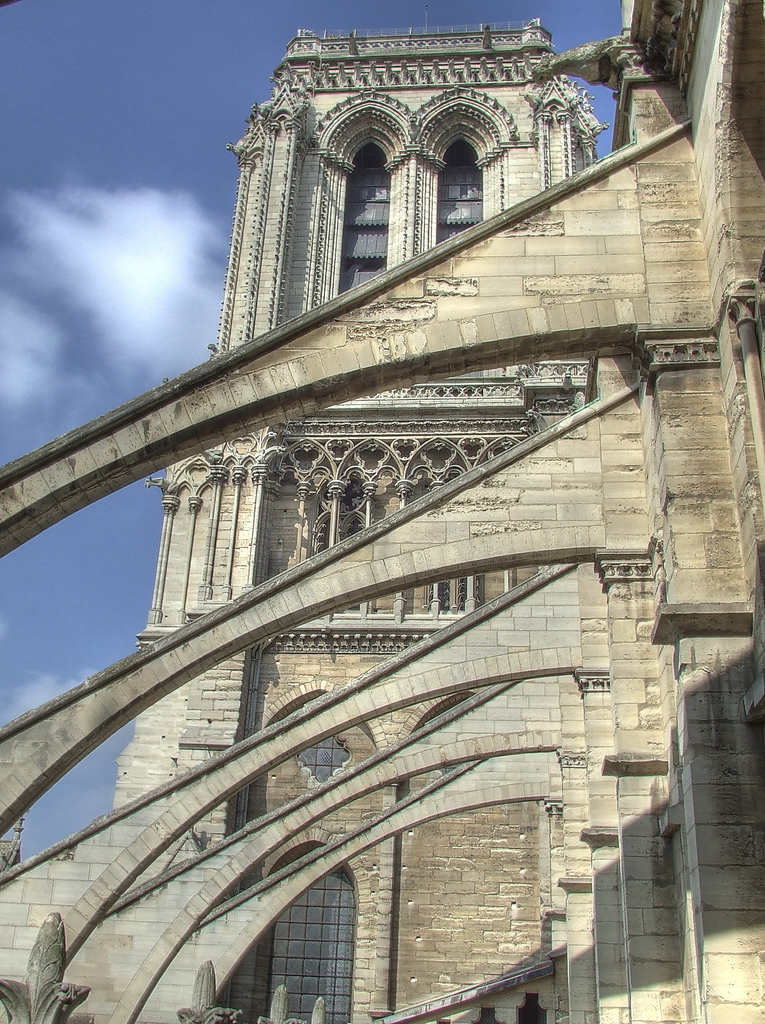
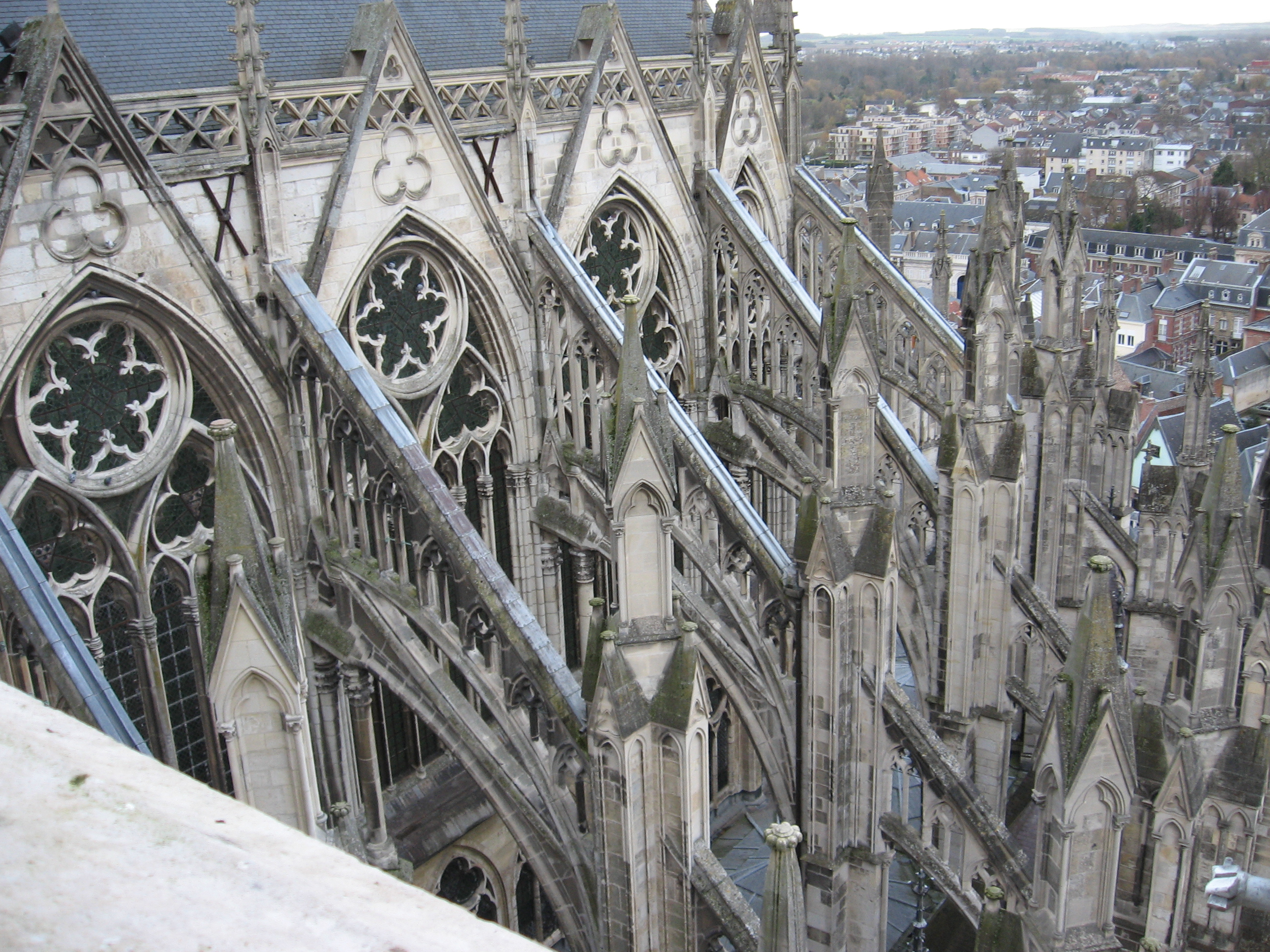